# 黃鳳彩
黃鳳彩（？—？），號宏南，福建漳州府海澄縣军籍，五都人。

## 生平
万历四十年（1612年）壬子科福建乡试举人，四十一年（1613年）联捷癸丑科進士[，大理寺觀政，未任官卒。